# Le Pays d'Auge (journal)
Pour les articles homonymes, voir Pays d'Auge (homonymie).
Le Pays d'Auge est un journal bi-hebdomadaire français diffusé le mardi et vendredi dans la région de Lisieux, Pont-l'Évêque, Trouville-sur-Mer, Deauville, Honfleur et Cabourg.
Le Pays d'Auge nait de la fusion en 1974 de cinq hebdomadaires du groupe Hersant : Le Lexovien, Le Progrès du littoral, L’Indépendant honfleurais, Le Pays d’Auge-Tribune et Le Trait d’union.
Initialement, Le Pays d’Auge de Lisieux et Le Pays d’Auge « Littoral », issus d'hebdomadaires du Sud-Pays d’Auge pour le premier, et du Nord-Pays d’Auge (Côte Fleurie) pour le second, sont considérés comme deux titres différents, avant de devenir progressivement deux éditions d'un même journal.
Tiré à 25 000 exemplaires à son lancement, Le Pays d'Auge est l'hebdomadaire bas-normand le plus lu jusqu'à être dépassé en 1990 par L'Orne combattante.
L'édition « sud » couvre les cantons de Cambremer, Cormeilles, Lisieux-1, Lisieux-2, Lisieux-3, Livarot, Mézidon-Canon, Orbec, Saint-Pierre-sur-Dives, Thiberville et Vimoutiers. L'édition « littoral » s’étend sur les cantons de Beuzeville, Blangy-le-Château, Cormeilles, Cabourg, Cambremer, Trouville-sur-Mer, Dozulé, Honfleur, Pont-l'Évêque, Troarn et Thiberville.